# 二本杭

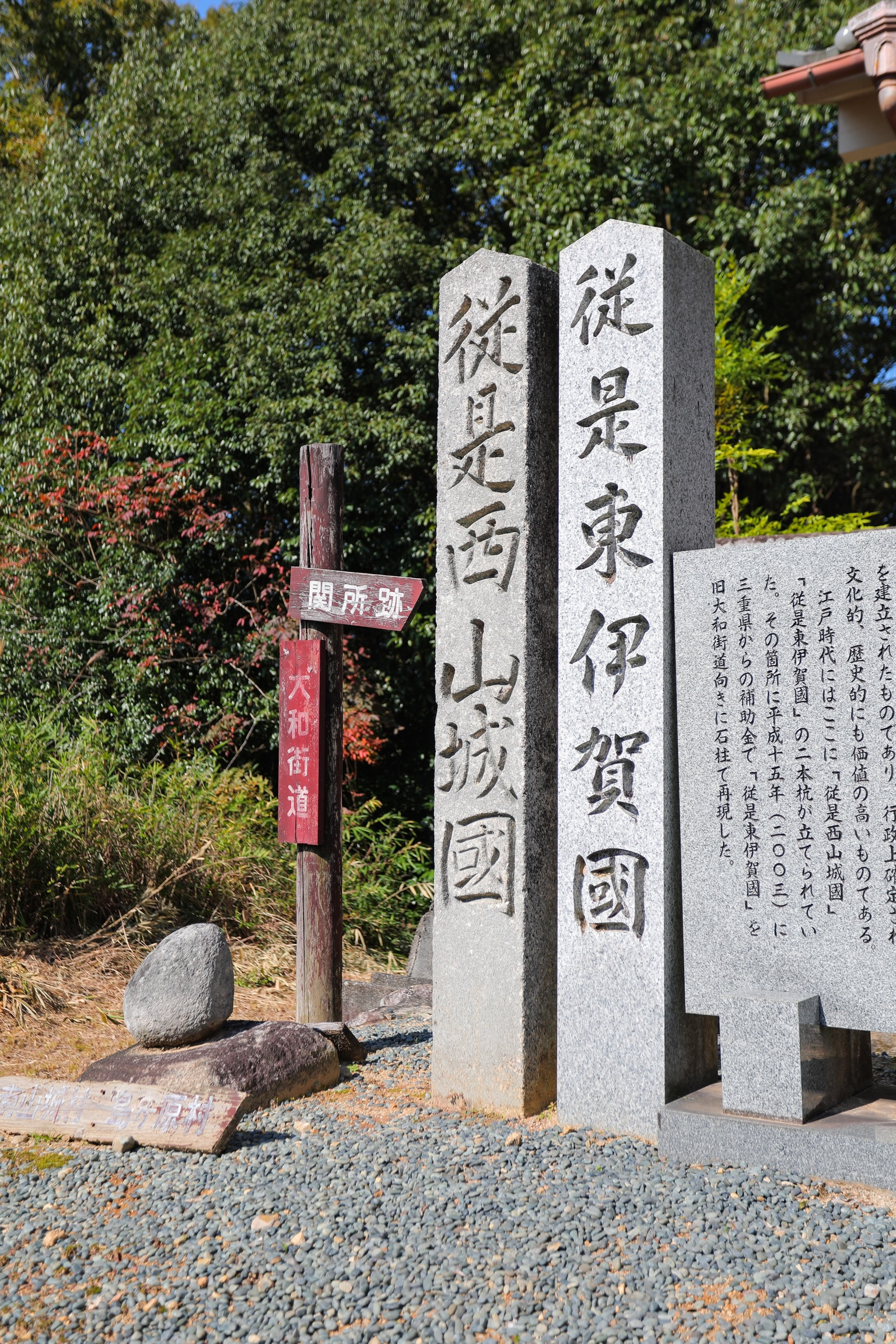
国境を示す二本杭

二本杭（にほんぐい）は、京都府南山城村と三重県伊賀市の境界にある石の標柱である。江戸時代に境界画定の記念に建立されたものが発祥で、現存するものは明治時代に建てられた。

## 概要
元禄国絵図制作事業において、山城国北大河原村（京都府南山城村）と伊賀国島ケ原村（三重県伊賀市）の間の国境争いのあと、幕府の裁定で決まった国境に建てられ、「従是東伊賀国」「従是西山城国」の文字が刻まれている
。
江戸時代には木の杭だったが、1886年（明治19年）に新道が開かれた際に石柱に作り直され、「従是東伊賀国」は新道沿いに作られた。
2003年（平成15年）に三重県からの補助金で「従是西山城国」の隣に「従是東伊賀国」が再現された。 

## 国境争いの経緯
1697年（元禄10年）、江戸幕府は各大名に国絵図の作成を命じた。伊賀国は藤堂藩、山城国は淀藩が担当した。幕府は国境線を一本に確定することを求め、当事者である住民同士でまず解決することとしたが、この地は両村の住民、田畑、山林が混在状態であり、これまで特に問題視されていなかったため難しかった。藤堂藩と淀藩の間で度々折衝が進められたが双方譲らず、1698年（元禄11年）に幕府の評定所で裁決することとなった。検地の現地調査の結果、大河原村の主張する「かう谷川限」、島ヶ原村が主張する「浅子川限」ともに国境とは認められず、検使により妥協点となる場所が国境として提示された。これを元に裁許絵図が作成され、1700年（元禄13年）に交付された。二本杭の北大河原村側にある今山地区は「伊賀山」と呼ばれていたが、これより「今山」と称されるようになった。山城国絵図にも「今山」の記載がある。